# Henri Baillot
Henri Baillot (Magny, 13 dicembre 1924 – Gorze, 9 novembre 2000) è stato un calciatore francese, di ruolo attaccante.
Con 121 gol in Division 1, è tra i migliori realizzatori nella storia del campionato francese di calcio.

## Carriera

### Giocatore

#### Club
Baillot iniziò la sua carriera giocando nel Magny, squadra del suo comune (oggi parte della città di Metz). Dopo la seconda guerra mondiale si trasferì al Metz, con cui si affermò come uno dei migliori attaccanti in circolazione in Division 1, siglando 80 reti in cinque anni (che fanno di lui il secondo miglior marcatore della storia del Metz in campionato) e guadagnandosi anche la convocazione in nazionale.
Nel 1950 Baillot lasciò il Metz trasferendosi al Bordeaux, dove rimase due anni mantenendo un buon livello di prestazioni e sfiorando la vittoria della Coppa di Francia nel 1952, competizione che il Bordeaux perse in finale contro il Nizza per 5-3, con doppietta dello stesso Baillot.
Nel 1952 passò allo Strasburgo, ma qui la sua avventura fu condizionata da vari infortuni che ne limitarono il rendimento. Dopo una stagione e mezza, Baillot si trasferì dunque al Rennes, con cui giocò un anno e mezzo ritornando su buoni livelli, prima di chiudere la carriera nel 1955 per dedicarsi alla carriera di allenatore.

#### Nazionale
Tra il 1948 e il 1950 Baillot giocò 8 volte con la nazionale francese, segnando 4 reti. Il debutto avvenne il 12 giugno 1948 contro la Cecoslovacchia, partita in cui segnò un gol.

### Allenatore
Nel 1955 Baillot lasciò il calcio per diventare allenatore del Bar-le-Duc.

## Statistiche

### Presenze e reti nei club
Statistiche.
| Stagione          | Squadra           | Campionato        | Campionato | Campionato | Coppe nazionali | Coppe nazionali | Coppe nazionali | Coppe continentali | Coppe continentali | Coppe continentali | Altre coppe | Altre coppe | Altre coppe | Totale | Totale |
| Stagione          | Squadra           | Comp              | Pres       | Reti       | Comp            | Pres            | Reti            | Comp               | Pres               | Reti               | Comp        | Pres        | Reti        | Pres   | Reti   |
| ----------------- | ----------------- | ----------------- | ---------- | ---------- | --------------- | --------------- | --------------- | ------------------ | ------------------ | ------------------ | ----------- | ----------- | ----------- | ------ | ------ |
| 1945-1946         | Metz              | D1                | 22         | 5          | CF              | 1               | 0               | -                  | -                  | -                  | -           | -           | -           | 23     | 5      |
| 1946-1947         | Metz              | D1                | 36         | 21         | CF              | 6               | 6               | -                  | -                  | -                  | -           | -           | -           | 42     | 27     |
| 1947-1948         | Metz              | D1                | 34         | 15         | CF              | 5               | 4               | -                  | -                  | -                  | -           | -           | -           | 39     | 19     |
| 1948-1949         | Metz              | D1                | 33         | 25         | CF              | 5               | 3               | -                  | -                  | -                  | -           | -           | -           | 38     | 28     |
| 1949-1950         | Metz              | D1                | 33         | 14         | CF              | 2               | 2               | -                  | -                  | -                  | -           | -           | -           | 35     | 16     |
| Totale Metz       | Totale Metz       | Totale Metz       | 158        | 80         |                 | 19              | 15              |                    | -                  | -                  |             | -           | -           | 177    | 95     |
| 1950-1951         | Bordeaux          | D1                | 34         | 22         | CF              | 2               | 1               | -                  | -                  | -                  | -           | -           | -           | 36     | 23     |
| 1951-1952         | Bordeaux          | D1                | 33         | 13         | CF              | 9               | 5               | -                  | -                  | -                  | -           | -           | -           | 42     | 18     |
| Totale Bordeaux   | Totale Bordeaux   | Totale Bordeaux   | 67         | 35         |                 | 11              | 6               |                    | -                  | -                  |             | -           | -           | 78     | 41     |
| 1952-1953         | Strasburgo        | D2                | 9          | 5          | CF              | 2               | 2               | -                  | -                  | -                  | -           | -           | -           | 11     | 7      |
| 1953- gen. 1954   | Strasburgo        | D1                | 16         | 6          | CF              | 0               | 0               | -                  | -                  | -                  | -           | -           | -           | 16     | 6      |
| Totale Strasburgo | Totale Strasburgo | Totale Strasburgo | 25         | 11         |                 | 2               | 2               |                    | -                  | -                  |             | -           | -           | 27     | 13     |
| gen. -mag. 1954   | Rennes            | D2                | 13         | 3          | CF+CD           | 2+0             | 0               | -                  | -                  | -                  | -           | -           | -           | 15     | 3      |
| 1954-1955         | Rennes            | D2                | 27         | 16         | CF+CD           | 2+2             | 1+4             | -                  | -                  | -                  | -           | -           | -           | 31     | 21     |
| Totale Rennes     | Totale Rennes     | Totale Rennes     | 40         | 19         |                 | 6               | 5               |                    | -                  | -                  |             | -           | -           | 46     | 24     |
| Totale carriera   | Totale carriera   | Totale carriera   | 290        | 145        |                 | 38              | 28              |                    | -                  | -                  |             | -           | -           | 328    | 173    |